# روبيرتو اوفيلار
روبيرتو اوفيلار (بالإسبانية: Roberto Ovelar) (1 ديسمبر 1985 في باراغواي - ) هو لاعب كرة قدم باراغواياني في مركز الهجوم. شارك مع منتخب الباراغواي تحت 20 سنة لكرة القدم. أما مع النوادي، فقد لعب مع أتليتيكو هويلا وأليانزا ليما وخوان أوريتش وسيرو بورتينيو وكروز آزول ونادي أونيفرسيداد كاتوليكا وClub Deportivo Universidad de San Martín de Porres ‏.

## وصلات خارجية
- روبيرتو اوفيلار على موقع قاعدة بيانات كرة القدم.إي يو (الإنجليزية)
- روبيرتو اوفيلار على موقع Soccerway.com (الإنجليزية)
- روبيرتو اوفيلار على موقع عالم كرة القدم.نت (الإنجليزية)
- روبيرتو اوفيلار على موقع AS.com (الإسبانية)